# Bryllupsdag
En bryllupsdag er årsdagen for et ægtepars bryllup. Fejringen af guldbryllupper har været kendt i Tyskland i hvert fald siden 1500-tallet. Senere kom sølv- og kobberbryllupper til, og i første halvdel af 1900-tallet blev navngivningen og fejringen af en lang række bryllupsdage markedsført af bl.a. smykkehandlere med start i USA. I Danmark kendes fejringen af de første bryllupsdage (guld- og sølvbryllupper) fra starten af 1800-tallet.

## Historie
Skikken med at fejre bryllupsdage stammer ifølge nogle oplysninger fra Tyskland. Fejringen af guldbryllupper har således fundet sted i det tysksprogede Europa fra 1500-tallet. Oprindelig kaldtes skikken for jubelbryllup og kan tænkes at være inspireret af de jubelår, den katolske kirke udråbte fra 1300. I Sverige har "bröllopsjubileer" været fejret siden midt i 1700-tallet, antagelig bragt til landet fra Tyskland af indvandrede herrnhutere.
Indtil ind i 1900-tallet havde kun nogle få af bryllupsdagene tilknyttet særlige navne og tilhørende gaver. Efter 1900 blev bl.a. smykkehandlerne i stigende grad opmærksomme på muligheden af at forøge deres salg ved at stimulere fejringen af mange forskellige bryllupsdage, og i 1937 udstedte den amerikanske juvelérsammenslutning The American National Retail Jeweler Association en udvidet liste med navne på alle bryllupsdage indtil 25 år og hver femte bryllupsdag derefter. Denne liste har med forskellige lokale variationer siden vundet international udbredelse.

### Udbredelse i Danmark
Fejringen af de runde bryllupsjubilæer bredte sig til Danmark fra Nederland og Nordtyskland i begyndelsen af 1800-tallet. I løbet af århundredet spredte fejringen af sølv- og guldbryllupper (jubelbryllupper) sig fra de danske byer til landbefolkningen. Oprindelig blev jubelparret først velsignet i kirken på dagen, hvorefter de sammen med gæster gik i procession til hjemmet. Senere i 1800-tallet forsvandt højtideligholdelsen i kirken, og den private fejring i hjemmet blev det centrale indhold. I slutningen af 1800-tallet blev det almindeligt at vække brudeparret tidligt om morgenen med musik og sang. I slutningen af 1800-tallet blev det i København også almindeligt at fejre kobberbryllup, mens denne skik først bredte sig til resten af landet i 1930'erne.

## Liste over bryllupsdage
Alt efter antallet af år siden brylluppet har bryllupsdagen sit eget navn. Nogle bryllupsdage har særlige traditioner for fejring. De samme betegnelser for de enkelte bryllupsdage bruges i vidt omfang internationalt, selv om der er lokale variationer for nogle årsdages vedkommende. 
| Antal år | Navn                                 | Fejring |
| -------- | ------------------------------------ | --- |
| 0        | Bryllup                              | Toppen af bryllupskagen tages fra og gemmes i fryseren |
| 1        | Papirbryllup                         | Toppen af bryllupskagen spises |
| 2        | Bomuldsbryllup                       | (ingen) |
| 3        | Læderbryllup                         | (ingen) |
| 4        | Blomsterbryllup eller Hyacintbryllup | (ingen) |
| 5        | Træbryllup                           | (ingen) |
| 6        | Sukkerbryllup                        | (ingen) |
| 7        | Uldbryllup                           | (ingen) |
| 8        | Bronzebryllup                        | (ingen) |
| 9        | Pilbryllup eller Stråbryllup         | (ingen) |
| 10       | Tinbryllup                           | (ingen) |
| 11       | Stålbryllup eller Ravbryllup         | (ingen) |
| 12       | Silkebryllup                         | (ingen) |
| 12½      | Kobberbryllup                        | Familie eller venner opsætter en ½ æresport over hoveddøren pyntet med blomster og grønsager, samt et par af parrets sko. I hver af skoene er en husfred og brændende kærlighed. Parret vækkes med grydelågsrabalder og morgensang. Der arrangeres ofte morgenmusik til at akkompagnere morgensang. Parret takker for port og morgensang med kaffe og evt morgenbord. Begivenheden fejres ofte også med en stor fest. |
| 13       | Kniplingsbryllup                     | (ingen) |
| 14       | Elfenbensbryllup                     | (ingen) |
| 15       | Krystalbryllup                       | (ingen) |
| 16       | Månebryllup                          | (ingen) |
| 17       | Ametystbryllup                       | (ingen) |
| 18       | Margueritbryllup eller satinbryllup  | (ingen) |
| 19       | Granatbryllup                        | (ingen) |
| 20       | Porcelænsbryllup                     | (ingen) |
| 21       | Turkisbryllup                        | (ingen) |
| 22       | Alliancebryllup                      | (ingen) |
| 23       | Tulipanbryllup                       | (ingen) |
| 24       | Karatbryllup                         | (ingen) |
| 25       | Sølvbryllup                          | Familie eller venner opstiller æresport over hoveddøren og morgensang eventuelt indledt med hornmusik og sang. For ægteskaber indgået om lørdagen er dette normalt en tirsdag- eller onsdagmorgen. Parret takker for port og morgensang med kaffe og evt morgenbord. |
| 30       | Perlebryllup                         | (ingen) |
| 35       | Koralbryllup                         | (ingen) |
| 37½      | Elektronbryllup                      | (ingen) |
| 40       | Rubinbryllup                         | (ingen) |
| 45       | Safirbryllup                         | (ingen) |
| 50       | Guldbryllup                          | Ligesom sølvbryllup fejres dagen ved at familie eller venner opstiller æresport over hoveddøren og morgensang eventuelt indledt med hornmusik og sang. For ægteskaber indgået om lørdagen er dette normalt en fredag- eller lørdagmorgen. Parret takker for port og morgensang med kaffe og evt morgenbord. |
| 55       | Smaragdbryllup                       | (ingen) |
| 60       | Diamantbryllup                       | Man kan i Danmark få en hilsen fra regenten.. Hoffet indsamler selv oplysninger om diamantbrylluppet. Hoffet sørger derefter for, at der kommer brev på dagen. I en række andre lande kan man tilsvarende få hilsner fra monarken eller tilsvarende øvrighedspersoner. |
| 65       | Krondiamantbryllup                   | Efter ønske. Man kan i Danmark få en hilsen fra regenten. |
| 70       | Jernbryllup                          | Efter ønske. Man kan i Danmark få en hilsen fra regenten. |
| 75       | Atombryllup eller Kronjuvelbryllup   | Efter ønske. Man kan i Danmark få en hilsen fra regenten. |
| 80       | Egebryllup                           | Efter ønske. |
| 90       | Granitbryllup                        | Efter ønske |